# Петък 13-и: Джейсън превзема Манхатън
„Петък 13-и: Джейсън превзема Манхатън“ (на английски: Friday the 13th Part VIII: Jason Takes Manhattan) е американски слашър филм на ужасите от 1989 г.

## Сюжет
Внимание:  Текстът по-долу разкрива сюжета на произведението (или части от него)!
Джейсън Ворхис се озовава на кораб, с който група току-що завършили гимназисти заминават за Ню Йорк. Джейсън преследва малцината оцелели чак до Манхатън.

## Актьорски състав
- Кейн Ходър – Джейсън Ворхис
- Йенсен Дагет – Рени Уикъм
- Скот Рийвс – Шон Робъртсън
- Барбара Бингъм – Колийн Ван Дюсен
- Питър Марк Рихмън – Чарлс Маккълох
- Ви Си Дюпри – Джулиъс Гау
- Кели Ху – Ева Уатанабе
- Шарлин Мартин – Тамара Мейсън
- Мартин Къминс – Уейн Уебър
- Гордън Кюри – Майлс Уолфи
- Сафрон Хендерсън – Джей Джей Джарет
- Уорън Мънсън – Адмирал Робъртсън